# Pétaka
Pétaka est une localité et une commune rurale du Mali de l'arrondissement central de Douentza, dans le cercle de Douentza et la région de Douentza.

## Villages
La commune s'étend sur cinq localités relevées lors du recensement général de 2009. 
Les villages les plus peuplés sont :
- Pétaka (1 975 habitants) ;
- Gono (1 541 habitants) ;
- Dansa (1 093 habitants).